# Ptecticus philippinensis
Ptecticus philippinensis är en tvåvingeart som beskrevs av Rozkosny och Kovac 2003. Ptecticus philippinensis ingår i släktet Ptecticus och familjen vapenflugor.
Artens utbredningsområde är Filippinerna. Inga underarter finns listade i Catalogue of Life.